# Leszek Drogosz

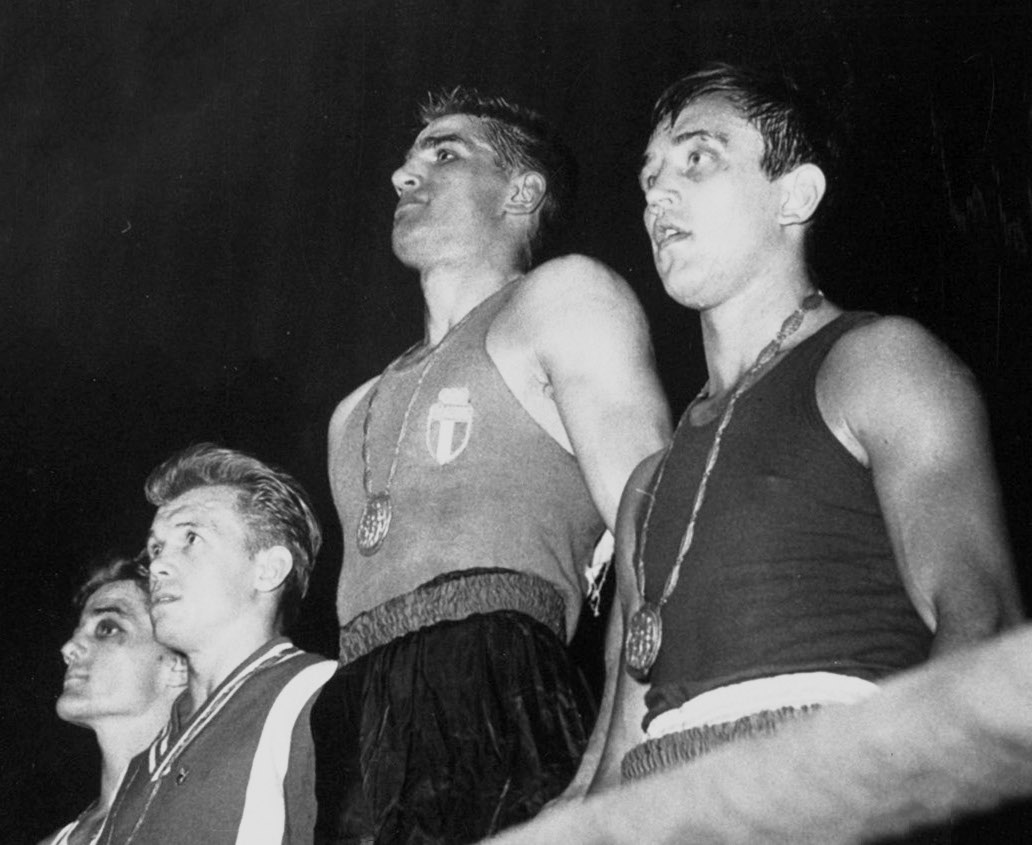

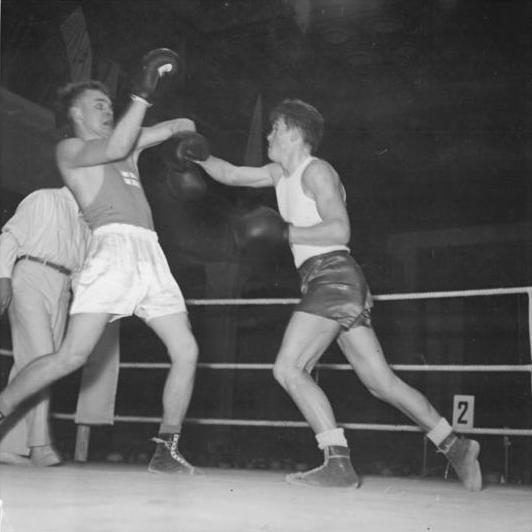

Leszek Melchior Drogosz est un boxeur polonais, né à Kielce le 6 janvier 1933 et mort le 7 septembre 2012 dans la même ville.

## Carrière

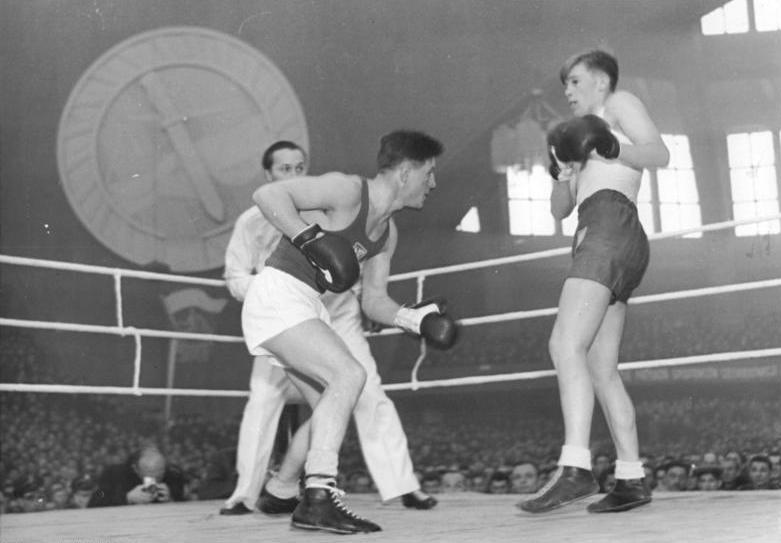
Leszek Drogosz (à droite) contre le champion olympique Ján Zachara, le 4 juillet 1952.

Médaillé de bronze aux Jeux olympiques de Rome en 1960 en poids welters, sa carrière amateur est également marquée par 3 titres européens entre 1953 et 1959.

### Jeux olympiques
- Médaille de bronze en -67 kg aux Jeux de 1960 à Rome.
- Participation aux Jeux de 1952 à Helsinki et 1956 à Melbourne

### Championnats d'Europe de boxe amateur
- Médaille d'or en -67 kg en 1959 à Lucerne, Suisse
- Médaille d'or en -63,5 kg en 1955 à Berlin-Ouest, Allemagne de l'Ouest
- Médaille d'or en -63,5 kg en 1953 à Varsovie, Pologne

### Championnats de Pologne
- Champion national de 1953, 1954, 1955, 1958, 1960, 1961, 1964, et 1967 (à 8 reprises).

## Cinéma
- Polowanie na muchy de Andrzej Wajda en 1969.
- Paysage après la bataille de Andrzej Wajda en 1970.
- Znaki na drodze d'Andrzej Jerzy Piotrowski en 1970.
- Dwie strony medalu (Les deux côtés de la médaille - série télévisée) en 2007 (dans les épisodes 40 et 45, où il joue son propre personnage)

## Honneurs et distinctions
- Leszek Drogosz est élu Sportif polonais de l'année 1953 (décerné en 1988, non attribué initialement).
- Il a été décoré de l'Ordre Polonia Restituta, Il a d'abord reçu la Croix de Chevalier en 1960, puis la Croix d'Officier en 2001.